# Pseudapinops niger
Pseudapinops niger is een vliegensoort uit de familie van de sluipvliegen (Tachinidae). De wetenschappelijke naam van de soort is voor het eerst geldig gepubliceerd in 1902 door Coquillett.